# Coenosia modesta
Coenosia modesta är en tvåvingeart som beskrevs av Friedrich Hermann Loew 1872. Coenosia modesta ingår i släktet Coenosia och familjen husflugor. Inga underarter finns listade i Catalogue of Life.